# Guy Môquet
Guy Môquet (Párizs, 1924. április 26. – 1941. október 22.) kommunista aktivista, a francia ellenállás szimbóluma. A châteaubriant-i táborban, 1941 őszén 17 éves korában (26 másik ellenállóval együtt) a német megszállók kivégezték.

## Búcsúlevele
Guy Môquet halála előtt két búcsúlevelet írt, egyet barátnőjének, bizonyos Odette-nek, egyet pedig édesanyjának. Édesanyjától azt kéri, legyen bátor és erős fia elvesztése után is, értse meg őt, hogy nem bánt meg semmit. Ő csupán harcolt a fasiszta megszállók ellen, kommunistaként, hazafiként, de most egy rossz rendszer katonái kivégzik. Levelében élteti Franciaországot és a német népet is, a jövő Németországát, ami nem fog a fasizmusról szólni.
Kedves édesanyám, 

Imádott kis öcsém, 

Szeretett apám! 

Meg fogok halni! […]

Én élni akartam, de amit tiszta szívemből kívánok, hogy a halálom szolgáljon valamit. […]

Az életem rövid lett, de én csak azt sajnálom, hogy titeket elhagylak. […]

Egész gyermeki szívemmel ölellek bennetek. Kitartás! […]

Guy

## 2007
2007 őszén Nicolas Sarkozy államfő rendeletben kötelezővé tette, hogy a nácik által kivégzett 17 éves kommunista ellenálló búcsúlevelét iskolai ünnepély keretében fel kell olvasni. A történelemtanárok tiltakoztak, végül a statisztikák szerint 95%-uk felolvasta a levelet.

## Filmek
- 2007: La lettre (A levél) címmel François Hanss kisfilmet készített Guy Môquet kivégzéséről, a főszerepben Jean-Baptiste Maunier-vel.
- 2008: Guy Môquet, un amour fusillé (Guy Môquet, egy agyonlőtt szeretet), Philippe Berenger rendező filmje, Théo Frilet-vel a főszerepben.

## Fordítás
- Ez a szócikk részben vagy egészben a Guy Môquet című francia Wikipédia-szócikk fordításán alapul.  Az eredeti cikk szerkesztőit annak laptörténete sorolja fel. Ez a jelzés csupán a megfogalmazás eredetét és a szerzői jogokat jelzi, nem szolgál a cikkben szereplő információk forrásmegjelöléseként.